# Idiocera (Idiocera) multistylata
Idiocera (Idiocera) multistylata is een tweevleugelige uit de familie steltmuggen (Limoniidae). De soort komt voor in het Nearctisch gebied.